# Immanuel Carl Rösler
Immanuel Carl Rösler (* 6. Februar 1891 in Schorndorf; † 1974 ebenda) war ein württembergischer Architekt und Heimatforscher.

## Wirken
Röslers Arbeit als Historiker ist vor allem für die Schorndorfer Altstadt von Bedeutung. Er war für die heimatgeschichtlicher Forschung in vielerlei Hinsicht aktiv, so als Publizist und auch praktisch. 1923 ließ er sich als Architekt in seiner Heimatstadt nieder. Auf sein Betreiben hin wurde zwischen 1927 und 1931 das Fachwerk der Häuser im Zentrum freigelegt; begonnen wurde mit der Palmschen Apotheke am historischen Marktplatz, nachdem Rösler die bedeutende Fachwerkstruktur des Gebäudes entdeckte. 
In der Bevölkerung wurden die von Rösler initiierten Maßnahmen zunächst eher kritisch gesehen beziehungsweise war sie diesen komplett abgeneigt: Viele verbanden mit dem Sichtfachwerk nämlich bäuerliche Häuser, zu denen die schönen Patrizierhäuser nun gemacht wurden. Dementsprechend kostete es Rösler viel Überzeugungsarbeit, die Maßnahmen durchzusetzen. Ihm galt das Fachwerk nicht als minderwertig; er sah darin ein Zeugnis „von der verständigen Baugesinnung [seiner] Altvorderen“, der Schorndorfer, ein Ideal von baulicher Schönheit und Ästhetik.

## Rechtsideologische Einflüsse
Ab 1925 war Immanuel Carl Rösler Mitglied in der Heimatschutzbewegung. Wie diese insgesamt empfänglich für nationalistische rechtsgerichtete Strömungen war, so traf dies auch auf Rösler zu. Vor diesem Hintergrund fand oft auch die Heimatforschung statt; es wurde ein Bild von einer idealisierten bau- und familiengeschichtlichen Vergangenheit vermittelt. Bauliche Ästhetik und Tradition gingen Rösler und anderen führenden Heimatforschern ab etwa 1800 verloren. Vor allem Bauwerke, die zur Zeit der Industriellen Revolution errichtet wurden, galten der Heimatschutzbewegung als modernistisch und wurden abgelehnt.
Röslers Arbeit wurde als große Leistung zur „Verschönerung des Stadtbildes“ in einem Bericht des Stuttgarter NS-Kuriers von 1936 gewürdigt. Neben dieser Würdigung bekam Rösler von den örtlichen Führenden auch verschiedene Angebote zu angesehenen Positionen. Er wurde immer in die nationalsozialistische Ideologie eingeflochten, was er wohl auch bereitwillig zuließ. In der Zeit des Nationalsozialismus war er durchgehend Gemeinderat; 1936 wurde ihm die Leitung des Schorndorfer Heimatmuseums übertragen. Am 27. Oktober 1937 beantragte er die Aufnahme in die NSDAP und wurde rückwirkend zum 1. Mai desselben Jahres aufgenommen (Mitgliedsnummer 5.050.523).
Trotz alledem war Immanuel Carl Rösler mit seinen baugeschichtlichen Forschungen ein Pionier; er ist einer der wichtigsten Historiker in der Schorndorfer Stadtgeschichte. Seine Arbeiten und Untersuchungen haben maßgeblich zum Erhalt und heutigen Bild der Altstadt und zur Bekanntheit des Marktplatzes beigetragen. Rösler liegt auf dem alten Friedhof in Schorndorf begraben.